# Globální marketing
Globální marketing je marketing, který svou pozornost upíná na uspokojování přání a potřeb spotřebitelů za národními hranicemi tzn. na mezinárodních trzích.

## Přínosy plynoucí z mezinárodních aktivit
Po vstupu na mezinárodní trh se podnikům otevírají nové obzory a to samozřejmě s sebou přináší i mnohá pozitiva:
- prodloužení životního cyklu výrobku,
- lepší dostupnost nejnovějších technologií,
- posílení pozice prostřednictvím kooperace se zahraniční firmou,
- zvětšení objemu výroby,
- zlepšení pozice mezi konkurencí, aj.[2]

## Koncepce mezinárodního marketingu
V rámci mezinárodního marketingu jsou rozlišovány tři základní koncepce. Konkrétně se v literatuře hovoří o vývozním (exportním) marketingu, globálním marketingu a interkulturním marketingu.
Vývozní marketing
Vývozní marketing znamená postupný vstup podniku na zahraniční trhy. Je přitom důležité, aby každý podnik posléze upravil svůj marketing podmínkám, které panují na jednotlivých trzích. Podniky obecně upínají svou pozornost především na malé segmenty, které ještě nebyly obsazeny. Zároveň se podniky zaměřují pouze na jeden trh a to ještě ten, který je geograficky nejblíže. To tedy znamená, že například české podniky se budou ubírat směrem k německému trhu.
Globální marketing
Globální marketing je charakteristický tím, že podnik na všech trzích nabízí stejný typ výrobku, a to i stejné skupině zákazníků. Tomu odpovídá i samotný marketing, který je také na všech trzích jednotný. U této koncepce marketingu je důležitý předpoklad existence velkých homogenních segmentů s homogenními potřebami, jako je kosmetika, nealkoholické nápoje, spotřební elektronika, atd. Oblast, kterou tato koncepce opomíjí je rozlišování sociálně-kulturních odlišnosti u spotřebitelů a nemožnost reagovat na konkurenční tahy.

Interkulturní marketing
V současné době je ovšem kladen největší důraz právě interkulturnímu marketingu, který chápe podstatný fakt, a to, že firmy nemohou pracovat s globálními spotřebiteli, jelikož na chování spotřebitelů působí kulturní a sociální faktory. V momentě, kdy se tedy společnost a její spotřebitelé stávají bohatšími, tak právě v tom momentě narůstají i odlišnosti v potřebách a přáních jednotlivců. Interkulturní marketing zaměřuje svou veškerou pozornost mezinárodnímu trhu a nezajímá se o ten tuzemský. Tomu odpovídá i samotný výzkum a vývoj produktů v podniku, ve kterém se počítá s tím, že výrobek bude určen rovnou za hranice tuzemského trhu.
Tuto koncepci nejlépe vystihuje slogan: „Think global, act local“ („Myslete globálně a jednejte lokálně“). Některými autory je tato koncepce prezentována pod výrazem glokalizace.

## Volba marketingového programu
Každý zahraniční trh potřebuje svůj vlastní marketingový program. Aby podnik věděl, pro koho má vyrábět, je potřeba zprvu provést segmentaci zákazníků a poté už jen přizpůsobit marketingový mix jednotlivým trhům. Podnik také musí určit, zda bude svůj marketingový mix standardizovat nebo adaptovat.
Standardizovaný marketingový mix
Standardizovaný marketingový mix je charakteristický tím, že společnosti prodávají relativně stejné produkty pomocí stejných marketingových přístupů na všech mezinárodních trzích, kde působí.
Adaptovaný marketingový mix
U adaptovaného marketingového mixu už prodejce vnímá odlišnosti mezi jednotlivými mezinárodními trhy a přizpůsobuje tomu i prvky marketingového mixu. Tento přístup je podstatně nákladnější, ale na druhou stranu v sobě skrývá potenciál v podobě šance na vyšší návratnost a podíl na trhu.
Produktová politika
Existují celkem tři produktové strategie a to:
- přímé rozšíření produktu,
- adaptace produktu,
- vývoj nových produktů.

Přímým rozšířením produktu se míní marketing produktu na zahraničním trhu, kde není provedena sebemenší změna. U tohoto přístupu není zapotřebí vynakládat náklady na další vývoj produktu, změnu výroby, ani novou propagaci. Vše jednoduše zůstává při starém. Příklady, kdy tato strategie přinesla společnostem úspěch, jsou holicí strojky Philips, pivo Heineken, nářadí Black Decker.
Adaptace produktu spočívá v přizpůsobení produktu místním podmínkám. Příkladem může být společnost Philips. Tato společnost začala v Japonsku profitovat teprve poté, co zmenšila své vyráběné kávovary. Důvodem byl fakt, že Japonci disponují menšími kuchyněmi a tyto původní kávovary by se tam jednoduše nevešly.
Vývoj nových produktů znamená přijít na zahraniční trh s něčím zcela novým. Tento přístup je velmi nákladný, ale umožňuje získat veliké zisky.
Cenová politika
Při produkci výrobků do zahraničí se do ceny zahrnují navíc také nepřímé náklady (náklady na dopravu, clo, atd.). Z toho plyne, že běžně může dojít k cenové diferenciaci a kabelku značky Gucci si můžete pořídit v Itálii za 200 euro a v Singapuru za 400 euro po přepočtu kurzu.
Díky ekonomických a technologickým změnám dochází v dnešním globálním světě ke zviditelňování cenových rozdílů a to do jisté míry přispívá k jejich smazávání. Samotným důkazem je eurozona a její společná měna, kde velmi snadno můžete porovnat cenu výrobků v Evropě.
Komunikační politika
Firmy se mohou rozhodnout, zda komunikační politika zůstane v různých zemích zachována, či se bude trh od trhu lišit.
Existují společnosti, které využívají standardizované reklamní motivy skrze celý svět a sklízí s nimi úspěch. Příkladem může být IBM Global Services používající jednu reklamu celosvětově: „People, who think. People, who do. People, who get it.“ („Lidé, kteří přemýšlí. Lidé, kteří pracují. Lidé, kteří to dokáží“).
Čemu mohou společnosti čelit při podnikání v globálním měřítku je jazyková bariéra. V nejhorších případech to může vést i k selhání kampaně. Příkladem může být firma Helen Curtis, která se snažila proniknout na švédský trh s šamponem „Every Night Shampoo“ („Šampon pro každou noc“). Tento šampon nešel na odbyt a důvod byl v tom, že švédští spotřebitelé si myjí vlasy ráno a né večer. Proto byla společnost nucena přejmenovat šampon na „Every Day“ („Na každý den“).
Některé firmy uzpůsobují svá reklamní sdělení místním trhům a využívají takzvané techniky adaptace komunikace. Jednoduchý příkladem může být Saúdská Arábie, kde se nesmí v reklamě objevit žena.
Distribuční politika
Distribuční cesty se v jednotlivých zemích odlišují a je zapotřebí věnovat dostatečnou pozornost k prozkoumávání distribučních systémů v každé zemi.
V každé zemi totiž působí jiný počet a typ zprostředkovatelů. Například po vstupu společnosti Coca-Cola na čínský trh si pro její produkty zákazníci sami jezdili na kolech rovnou do stáčíren. Důvodem bylo, že prodavači nedisponovali dostatečným množstvím elektřiny pro chladničky na nealkoholické nápoje. To později vedlo společnost Coca-Cola k rozhodnutí o vytvoření přímé distribuční cesty a investic do chladicích boxů a nákladních vozů.